# Ramón Campos Puig
Ramón Campos Puig (Alacant, 1876 - 1942) fou un advocat i polític alacantí. Era fill del diputat Ramón Campos Doménech i nebot d'Antonio Campos Doménech, i es va llicenciar en dret a la Universitat de València en 1895. Militant del Partit Conservador (sector tetuanista), el 1901 va ser subsecretari de la Junta del Partit a Alacant i regidor el 1911-1913. Va ser escollit alcalde d'Alacant el novembre de 1913, càrrec que va ocupar fins a juny de 1915. Durant el seu mandat va permetre l'erecció d'una estàtua a José Canalejas y Méndez i va gestionar l'obertura a Alacant de facultats de la Universitat de Múrcia. El 1916 es va separar del sector oficialista dirigit per Salvador Canals y Vilaró i passà a formar part del Cercle Maurista.
En 1936 era president del Col·legi d'Advocats d'Alacant i fou designat advocat defensor de José Antonio Primo de Rivera, però va renunciar perquè aquest va preferir defensar-se ell sol. Fou destituït durant la guerra civil espanyola. En acabar el conflicte fou nomenat membre del consell d'administració de la Caixa d'Estalvis d'Alacant.
En 1943, un any després de la seua defunsió, va esdevindre l'Explosió Armeria El Gato en Alacant i la seua casa va haver de ser derruïda amb la reordenació de la plaça de l'Ajuntament.